# Nacho Fernández Rodríguez
Ignacio Fernández Rodríguez, conocido como Nacho Fernández (nacido en Oviedo (Principado de Asturias el 12 de febrero de 1980), es un exfutbolista español que jugaba de central o medio defensivo.

## Biografía
Formado en la cantera del Real Oviedo, llegó a jugar en 2ªB con el filial carbayón una temporada (1999-2000), aunque debutó la temporada anterior cuando todavía era juvenil. Con el descenso del filial fichó por el Club Siero, recién ascendido 2ªB, disputando 31 partidos.
Su buen papel con los rojiblancos le permitieron fichar por el Deportivo Alavés "B" (2.ª B) donde permaneció hasta el verano de 2005. En su estancia con los babazorros, pudo debutar en 1.ª División en la temporada 2002-2003, dando salto oficialmente al primer equipo en la temporada siguiente en 2.ª División. Tras el ascenso en la 1.ª División, abandonó el equipo como cedido al Racing Club de Ferrol (2.ª), donde consiguió el premio al mejor jugador de Galicia de la categoría pese al descenso de los diablos verdes.
En la temporada 2006-2007, totalmente desvinculado del Deportivo Alavés y junto a su compañero en Ferrol Nabil Baha, fichó por la S.D. Ponferradina, debutante en 2.ª. Tras el descenso a 2ªB permaneció en el equipo tres temporadas más, consiguiendo el ascenso a 2.ª en su última temporada con la Deportiva.
Prosiguió su carrera en 2ªB en las filas de la U.D. Logroñés (2010-2012) y Caudal Deportivo (2012-2014), en lo que supuso su vuelta a su Asturias natal para proseguir sus estudios.
Tras el descenso de los Caudalistas a 3.ª prosiguió una temporada más, para en 10 de julio de 2015 fichar por el Real Avilés C. F. (3.ª) para dos temporadas. Aunque finalmente Con la temporada 2016-17 empezada rescinde su contrato con Realavilesinos para fichar por el C. D. Covadonga (3.ª), que hace oficial su contratación el 3 de noviembre de 2016.
Se retiró del fútbol profesional el 6 de junio de 2018.

## Clubes
| Club                 | País   | Año       |
| -------------------- | ------ | --------- |
| Real Oviedo "B"      | España | 1998-2000 |
| Club Siero           | España | 2000-2001 |
| Deportivo Alavés "B" | España | 2001-2004 |
| Deportivo Alavés     | España | 2002-2005 |
| Racing C. de Ferrol  | España | 2005-2006 |
| S.D. Ponferradina    | España | 2006-2010 |
| U.D. Logroñés        | España | 2010-2012 |
| Caudal Deportivo     | España | 2012-2015 |
| Real Avilés C.F.     | España | 2015-2016 |
| C.D. Covadonga       | España | 2016-     |